# محمد محمد عطاالله
محمد محمد عطاالله (۴ اوت ۱۹۲۴ - ۳۰ دسامبر ۲۰۰۹) مهندس، شیمی‌فیزیک‌دان، رمزنگار، مخترع و کارآفرین مصری-آمریکایی بود. او یک پیشگام در صنعت نیمه‌رسانا بود که کمک‌های مهمی به الکترونیک مدرن کرد. وی بیشتر به خاطر اختراع ماسفت (ترانزیستور اثرِ میدانیِ نیمه‌رسانای اکسید-فلز یا ترانزیستور ماس) در سال ۱۹۵۹ (همراه با همکارش داوون کانگ) شناخته شده‌است. این اختراع همراه با اختراع‌های پیشین او یعنی غیرفعال‌سازی سطح و فرایندهای اکسایش حرارتی، انقلابی در صنعت الکترونیک ایجاد کرد. او همچنین به عنوان بنیانگذار شرکت امنیت داده شرکت عطاالله (Utimaco Atalla کنونی)، تأسیس شده در سال ۱۹۷۲ شناخته می‌شود. او مدال بالنتاین استیوارت (نشان فیزیک بنجامین فرانکلین کنونی) را دریافت کرد و نام او در تالار مخترعان ملی آمریکا ثبت شده‌است.